# NGC 7294
NGC 7294 (другие обозначения — IC 5225, PGC 69088, ESO 533-44, MCG -4-53-9, AM 2229-253) — линзообразная галактика (SB0) в созвездии Южная Рыба.
Этот объект входит в число перечисленных в оригинальной редакции «Нового общего каталога».